# Good Boys
Good Boys è un singolo del gruppo musicale statunitense Blondie, pubblicato nel 2003 ed estratto dall'album The Curse of Blondie.

## Video
Il video della canzone è stato diretto dallo svedese Jonas Åkerlund.

## Tracce
- UK 12"

1. Good Boys (Giorgio Moroder Extended Long) - 7:07
2. Good Boys (Scissor Sisters' Gyad Byas Myax Ya Mix) - 3:40
3. Good Boys (Return To New York Mix) - 8:22